# تشارلز كولينز (سياسي)
تشارلز كولينز (بالإنجليزية: Charles Collins)‏ هو نقابي وعامل مناجم وسياسي أسترالي، ولد في 25 سبتمبر 1867 في المملكة المتحدة، وتوفي في 28 مارس 1936 ببريزبان في أستراليا. حزبياً، نشط في Queensland Labor Party ‏. وقد انتخب عضو المجلس التشريعي ولاية كوينزلاند.